# Manuel A. Pizarro
Pour les articles homonymes, voir Pizarro.
Manuel A. Pizarro, né à Valparaíso au Chili en 1971, est un explorateur et alpiniste québécois. Il a escaladé les montagnes les plus hautes du monde jusqu’en 2007 où il grimpa l’Everest.

## Biographie

### Jeunesse
Manuel A. Pizarro a émigré au Québec avec ses parents à l’âge de 8 ans. À 16 ans, il est devenu pilote d’avion, ensuite pilote instructeur, parachutiste, motocycliste, instructeur en survie, scaphandrier et alpiniste.

### Alpinisme
En 1997, il a découvert que les moments où il avait été le plus libre, le plus accompli et le plus heureux étaient lors d’expéditions d’escalade.
Il s’est entraîné, informé et, au cours des dix dernières années, a dirigé des expéditions vers les plus hauts sommets du monde. En 1995 il a atteint le sommet du mont Aconcagua en Argentine (6 962 mètres), en 2000, la cime du mont McKinley en Alaska (6 190 mètres), en avril 2002 il a gravi les 5 892 mètres du Kilimandjaro en Afrique, et le 16 mai 2007, les 8 849 mètres du mont Everest.

### Œuvres de bienfaisance
Il a alors développé une vision qui englobait l’escalade et les levées de fonds dans le but de servir une œuvre de bienfaisance.
Grâce à ces projets, il a amassé plus de 65 000 $ pour des organismes tels que Rêves d’enfants, l’hôpital pour enfants de Vancouver et la Fondation Pearson pour l’éducation,.

### Everest 2007
En 2007, lors de son ascension de l’Everest, de multiples aventures lui sont arrivées. Les deux alpinistes qui lui ont offert le gîte sous la tente, à la dernière étape avant d’atteindre le sommet, sont décédés tous les deux,.

### Everest 2009.ca
Pour le projet Everest 2009.ca, son ami de longue date, André Rossin-Arthiat, grimpera avec lui le mont Everest. Ils prévoient de commencer leur ascension à la fin du mois de mars ou au début avril 2009.
Ce projet leur permettra de réaliser un documentaire et, deux livres seront publiés. André écrira sur l’aspect médical de l’ascension, et Manuel livrera ses réflexions plus philosophiques et spirituelles de la vie.
Ils grimperont pour L’Association pulmonaire du Québec.